# Purrysburg
Purrysburg (ou Purysburg) était une communauté non incorporée du Comté de Jasper en Caroline du Sud. La colonie établie en 1732 sur le fleuve Savannah, dans ce qui est aujourd'hui le comté de Jasper, en Caroline du Sud. Elle a été fondée par Jean Pierre Pury, un Neuchâtelois anobli par le roi de Prusse et promoteur de la colonisation. Pury avait obtenu une concession du gouvernement britannique pour établir une colonie dans les colonies américaines. La colonie est fondée grâce à l'exploitation de personnes esclavagées.

## La fondation de Purrysburg
C'est à l'origine une communauté éphémère dont le nom vient de Jean-Pierre Purry, un Neuchâtelois né en 1675, auquel le roi d'Angleterre a donné le droit de s'établir en 1731. Elle a été fondée à l'embouchure de la rivière Savannah en 1732. En 1736 à la mort du fondateur il y avait une centaine de maisons et 450 habitants.
Pour la fondation de la colonie, Jean-Pierre Pury se tourne vers le roi de Grande-Bretagne par le biais de son ambassadeur à Paris, Horace Walpole. Il manifeste sa volonté de fonder une colonie en Caroline du Sud.
C'est ainsi que le duc de Newcastle reçoit l'ouvrage De l'état présent de la Caroline et sur les moyens de l'améliorer, en juillet 1724. Le Board of Trade examine la faisabilité et la légalité du projet. Mr. Shelton, secrétaire des Lords Propriétaires de la Caroline est alors convoqué pour discuter des propositions.
En juin 1726, alors que Jean-Pierre Pury et les Lords Propriétaires étaient parvenus à un accord, qu'une centaine de personnes s'étaient réunies à Neuchâtel pour le départ vers l'Amérique, les Lords refusèrent de financer le voyage pour les colons. N'ayant pas les ressources nécessaires pour payer lui-même, Pury se vit obligé de quitter son pays pour échapper à la vindicte populaire. Cette débâcle a causé beaucoup de tort à sa crédibilité mais également à celle des Propriétaires.
La colonie a généré une « Carolina Madness » ou un attrait pour la Caroline en Suisse selon l'historien George F. Jones.
En 1736, la nouvelle ville comptait 100 maisons et jusqu'à 450 habitants. Les colons étaient principalement des protestants suisses francophones et germanophones de Neuchâtel et de Genève. À son apogée, la ville comptait probablement moins de 600 habitants. Mais la colonie souffrait de maladies et d'une atmosphère malsaine. Les colons ont également rencontré des difficultés en raison du chevauchement des concessions de terres. Au cours des décennies suivantes, nombre d'entre eux s'installent dans d'autres villes de Caroline du Sud ou dans la Géorgie nouvellement développée.

## La fin de Purysburg
En 1736, Jean Pierre Pury décède à Purysburg. La colonie a ensuite été reprises par Charles Pury, fils de Jean Pierre Pury. Ce dernier a été tué alors qu'il voulait quiter Purysburg pour revenir en Europe en 1754. Les personnes esclavisés qu'il exploitait avaient tentées de se libérer apprenant qu'il prévoyait de quitter la colonie.
David de Pury, frère de Charles Pury, raconte l'épisode dans une lettre à sa sœur, indiquant que les personnes eslavisées avait « toutes sortes de bon traitements » avec Charles Purry et que leur vie, à la suite de leur tentative de fuite, c'est terminée « dans des supplices qui font horreur à la nature ».
L'implantation de la colonie qui a atteint 600 habitants, a échoué à cause du climat défavorable. Elle a finalement été détruite par le général Sherman en 1865,. Une exploration archéologique du site a été entreprise en 1980.